# Eretmapodites vansomereni
Eretmapodites vansomereni är en tvåvingeart som beskrevs av Hamon 1962. Eretmapodites vansomereni ingår i släktet Eretmapodites och familjen stickmyggor.
Artens utbredningsområde är Uganda. Inga underarter finns listade i Catalogue of Life.